# Steinbach (Jagst, Wollmershausen)
Der Steinbach ist ein halbkilometerlanger Bach in der Stadtteilgemarkung Tiefenbach von Crailsheim  im baden-württembergischen Landkreis Schwäbisch Hall. Am Ende der Muschelkalkschlucht seines Unterlaufs mündet er etwas oberhalb des gegenüberliegenden Wohnplatzes Neumühle der Gemeinde Satteldorf von links und Westen in die mittlere Jagst.

## Name
Der Name Steinbach für den das Gewann Steinbachfeld durchquerenden Bach ist auf heutigen Karten in der Regel nicht zu finden. Jedoch war er auf einer früheren Instanz eines amtlichen Kartenservers des Landes eingetragen.

## Geographie

### Verlauf
Der Steinbach beginnt seinen Lauf etwa einen Viertelkilometer südlich des Ortsrandes auf etwa 425 m ü. NHN neben der von Wollmershausen in Richtung Tiefenbach laufenden K 2502. Dort beginnt ein in natürlicher, nach Ostsüdosten ziehender Mulde und von einem Wirtschaftsweg begleiteter Graben.
Der schnurgerade und oft wohl gar kein Wasser führender Graben zwischen Feldern und ohne Baum oder Hecke am Ufer läuft etwa 350 Meter lang bis zu einer Weggabel, in deren Winkel auf etwa 413 m ü. NHN ein etwas über 0,1 ha großer, hinter einem Graswegdamm im Osten angestauter Fischteich liegt, in den der Steinbach einfließt. ⊙
Um den recht naturnahen Teich steht Röhricht, doch ist er, wohl durch Nährstoffeintrag von den Feldern oberhalb, sehr veralgt. Sein Wasser fließt über einen Mönch ab und tritt dann in eine der regionaltypischen Klingen im Muschelkalk ein. In dieser in den linken Jagsttalhang eingekerbten Waldschlucht fließt der Steinbach zuletzt noch weniger als 150 Meter lang über felsigen Grund und immer wieder Abstürze ostwärts steil zu Tale. Dann fließt er auf etwa 381 m ü. NHN von links in eine Westschlinge der dort geröllreichen mittleren Jagst ein, etwas oberhalb des Wohnplatzes Neumühle der Gemeinde Satteldorf, der gegenüber an einem etwas oberhalb der Steinbachmündung abgehenden rechten Mühlkanal des Flusses steht.
Der Steinbach hat keine Zuflüsse. Er mündet nach etwa 0,5 km langem Lauf mit mittlerem Sohlgefälle von etwa 88 ‰ rund 44 Höhenmeter unterhalb seines Grabenanfangs an der Kreisstraße. Auf den weniger als 150 Metern ab dem See-Einlauf fällt der Steinbach um etwa 32 Höhenmeter, was für diesen Laufabschnitt ein mit über 230 ‰ viel stärkeres Gefälle bedeutet.

### Einzugsgebiet
Das Einzugsgebiet des Steinbach ist nur etwas über 0,2 km² groß und liegt naturräumlich in den Östlichen Kocher-Jagst-Riedeln, die ein Teil des Unterraums Östliche Kocher-Jagst-Ebene der Kocher-Jagst-Ebenen sind. Der höchste Punkt liegt an der Westspitze an der Lerchenhöhe etwas südlich von Wollmershausen.
Das obere und mittlere Einzugsgebiet wird vollständig ackerbaulich genutzt, am Jagsttalhang steht dann Wald. Am Nordrand stehen ein oder zwei Anwesen von Wollmershausen innerhalb der Wasserscheide, ansonsten ist es völlig siedlungsfrei und liegt in Gänze in der Stadtteilgemarkung Tiefenbach von Crailsheim.
Jenseits der südwestlichen Wasserscheide grenzt das Einzugsgebiet des Judenbachs an, der über den Schmiedebach weiter aufwärts in die Jagst entwässert. An allen anderen Seiten ist die sich dort in weiten Talmäandern windende Jagst selbst das nächste offene Gewässer.
Ab dem Teich läuft der Steinbach im Naturschutzgebiet Jagsttal mit Seitentälern zwischen Crailsheim und Kirchberg.

## Geologie
Auf dem viel größeren Hochebenen-Anteil des Einzugsgebietes steht im Untergrund der Lettenkeuper (Erfurt-Formation) an, ab dem Teich dann am Jagsttalhang der Obere Muschelkalk. In der Klinge liegt viel Hangschutt. Der Lettenkeuper ist mit einem breiten holozänen Schwemmlandband um den Bachgraben überlagert.

## Tourismus
Ein von Crailsheim im Südosten bis zum Weiler Mistlau von Kirchberg an der Jagst im Nordwesten linksseits des Jagsttaleinschnittes laufender, mit rotem Kreuz markierter Wanderweg des Schwäbischen Albvereins führt von Tiefenbach her der Jagsttalkante entlang zum Teich, steigt dem Grabenlauf entlang an und verlässt das Einzugsgebiet dann auf der K 2502 in Richtung Wollmershausen. Auf deren Trasse kreuzt auch der Kocher-Jagst-Radweg das Einzugsgebiet.

### LUBW
Amtliche Online-Gewässerkarte mit passendem Ausschnitt und den hier benutzten Layern: Lauf und Einzugsgebiet des Steinbachs

Allgemeiner Einstieg ohne Voreinstellungen und Layer: Daten- und Kartendienst der Landesanstalt für Umwelt Baden-Württemberg (LUBW) (Hinweise)
1. 1 2 3 4  Höhe nach dem Höhenlinienbild auf dem Hintergrundlayer Topographische Karte.
2. 1 2  Länge abgemessen auf dem Hintergrundlayer Topographische Karte.
3. ↑  Einzugsgebiet abgemessen auf dem Hintergrundlayer Topographische Karte.
4. ↑  Seefläche nach dem Layer Stehende Gewässer.
5. ↑  Schutzgebiet nach dem einschlägigen Layer, Natur teilweise nach dem Layer Geschützte Biotope.

### Andere Belege
1. ↑  Name Steinbach nach ALKIS Basis transparent von: Geoportal Baden-Württemberg (Hinweise)
2. ↑  Wolf-Dieter Sick: Geographische Landesaufnahme: Die naturräumlichen Einheiten auf Blatt 162 Rothenburg o. d. Tauber. Bundesanstalt für Landeskunde, Bad Godesberg 1962. → Online-Karte (PDF; 4,7 MB)
3. ↑  Geologie nach den Layern zu Geologische Karte 1:50.000 auf: Mapserver des Landesamtes für Geologie, Rohstoffe und Bergbau (LGRB) (Hinweise)